# Trimezia
Trimezia é um género de plantas com flor pertencente à família Iridaceae, que agrupa cerca de 80 espécies, com distribuição natural desde as Pequenas Antilhas até às regiões tropicais da América do Sul.

## Espécies

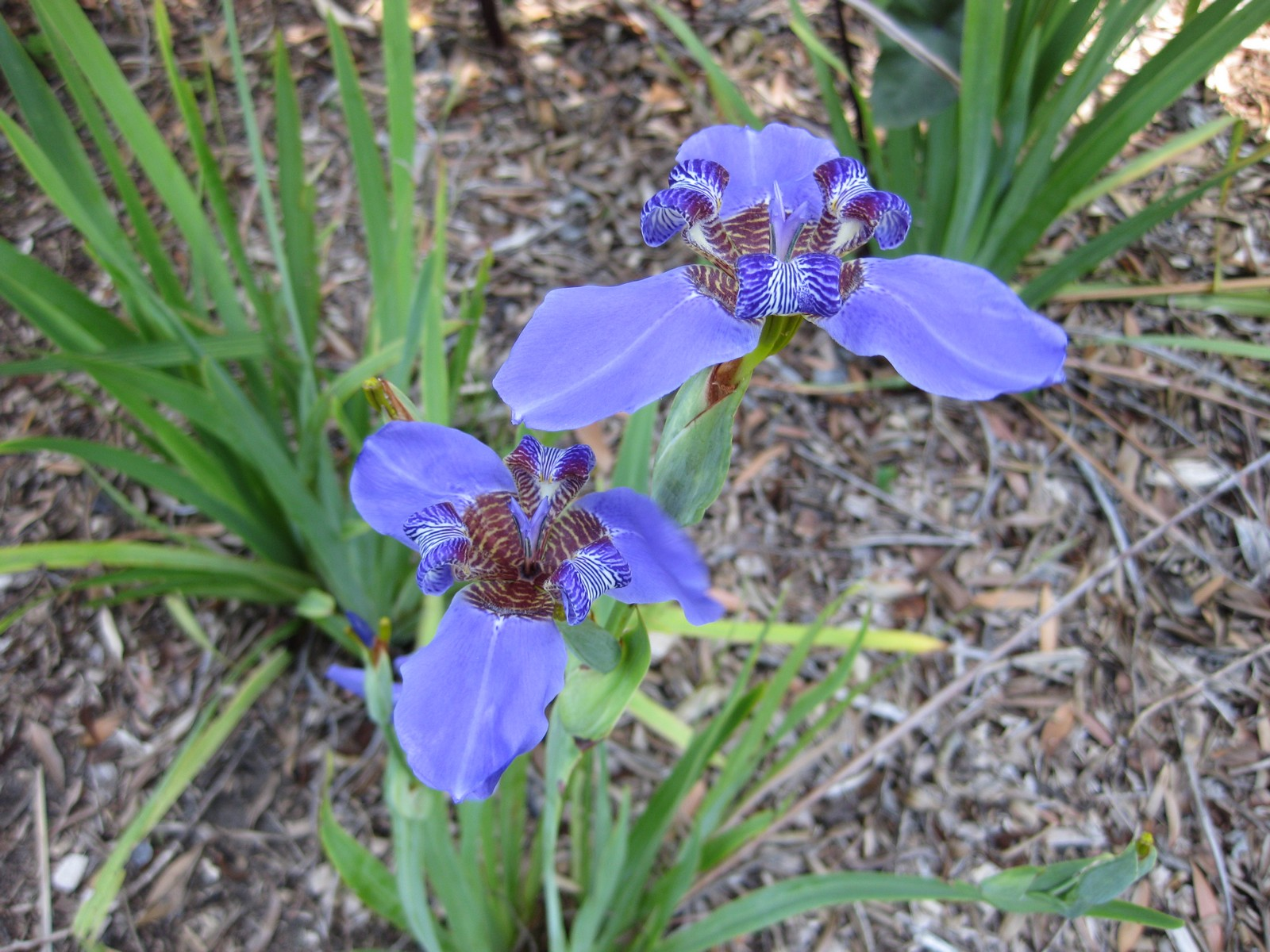
T. coerulea (sin. Neomarica coerulea)

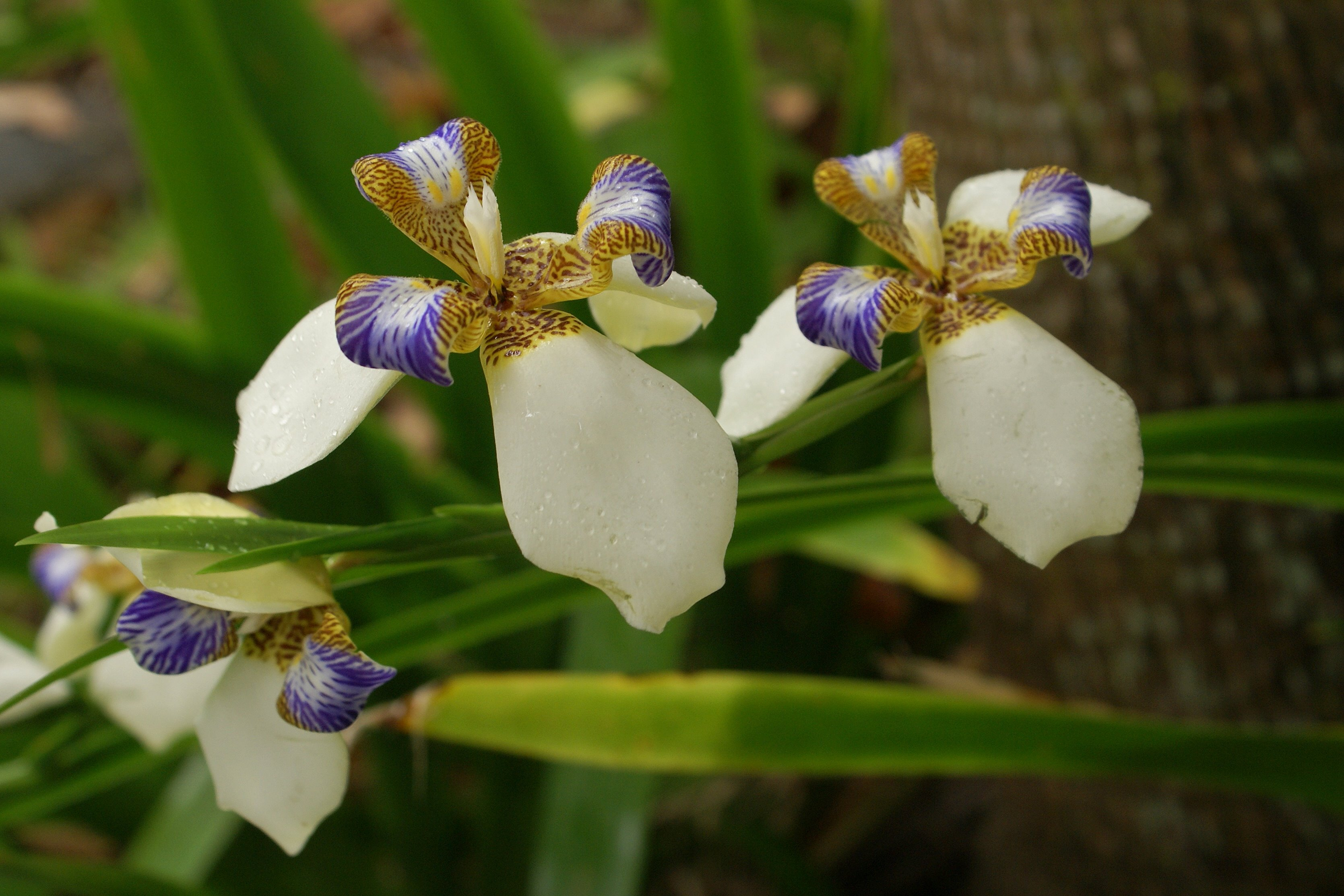
T. gracilis (sin. Neomarica gracilis)

O World Checklist of Selected Plant Families aceita como válidas cerca de 80 espécies de Trimezia. No entanto, a listagem que se segue inclui espécies que outras fontes colocam em géneros diferentes da tribo Trimezieae. A colocação em Lovo et al. (2018), quando fornecida no seu artigo, é mostrado na segunda coluna.
| WCSP (Maio de 2019)                                                                                 | Lovo et al. (2018)            |
| --------------------------------------------------------------------------------------------------- | ----------------------------- |
| Trimezia altivallis Ravenna – Brasil (Espírito Santo)                                               | Neomarica altivallis          |
| Trimezia barretoi (R.C.Foster) Christenh. & Byng – Brazil (Minas Gerais)                            | Pseudotrimezia barretoi       |
| Trimezia bauensis Ravenna – Brasil (Santa Catarina)                                                 | –                             |
| Trimezia brachypus (Baker) Ravenna – Brazil (Bahia)                                                 | Neomarica brachypus           |
| Trimezia brevicaulis Ravenna – Brasil (Bahia, Minas Gerais)                                         | Trimezia brevicaulis          |
| Trimezia brevistaminea (Chukr) Christenh. & Byng – Brasil (Minas Gerais: Serra do Cipó)             | Pseudotrimezia brevistaminea  |
| Trimezia campanula Lovo & Mello-Silva – Brasil (Minas Gerais)                                       | Trimezia campanula            |
| Trimezia candida (Hassl.) Ravenna – SE. & S. Brasil to NE. Argentina                                | Neomarica candida             |
| Trimezia capitellata Ravenna – Brasil (Minas Gerais)                                                | Trimezia capitellata          |
| Trimezia castaneomaculata (A.Gil & M.C.E.Amaral) Christenh. & Byng – Brasil (Bahia, Espírito Santo) | Neomarica castaneomaculata    |
| Trimezia cathartica (Klatt) Niederl. – Brasil (Bahia, Minas Gerais, Goiás)                          | Pseudotrimezia cathartica     |
| Trimezia caulosa Ravenna – Brasil (Bahia)                                                           | Trimezia caulosa              |
| Trimezia chimantensis Steyerm. – S. Venezuela (Macizo del Chimantá)                                 | Trimezia chimantensis         |
| Trimezia cipoana (Ravenna) Christenh. & Byng – Brasil (Minas Gerais)                                | Pseudotrimezia sublateralis   |
| Trimezia coerulea (G.Lodd.) Ravenna – SE. & S. Brasil ao Paraguay                                   | Neomarica coerulea            |
| Trimezia concava (Ravenna) Christenh. & Byng – Brasil (Minas Gerais)                                | Pseudotrimezia concava        |
| Trimezia concolor Christenh. & Byng – Brasil (Minas Gerais: Serra do Cipó)                          | –                             |
| Trimezia datensis (Ravenna) Christenh. & Byng – Brasil (Minas Gerais)                               | –                             |
| Trimezia decora Ravenna – Brazil (São Paulo)                                                        | Neomarica decora              |
| Trimezia decumbens Ravenna – Brasil (São Paulo)                                                     | Neomarica decumbens           |
| Trimezia diamantinensis (Ravenna) Christenh. – Brasil (Minas Gerais)                                | Pseudotrimezia diamantinensis |
| Trimezia eburnea (A.Gil & M.C.E.Amaral) Christenh. & Byng – Brasil (Bahia)                          | Neomarica eburnea             |
| Trimezia elegans (Ravenna) Christenh. – Brasil (Minas Gerais: Pico Itambé)                          | Pseudotrimezia elegans        |
| Trimezia exillima Ravenna – Brasil (Minas Gerais)                                                   | Trimezia exillima             |
| Trimezia fistulosa R.C.Foster – Brasil (Minas Gerais: Serra do Cipó)                                | Pseudotrimezia fistulosa      |
| Trimezia floscella (A.Gil & M.C.E.Amaral) Christenh. & Byng – Brasil (Bahia)                        | Neomarica floscella           |
| Trimezia fluminensis Ravenna – Brasil (Rio de Janeiro)                                              | –                             |
| Trimezia fosteriana Steyerm. – Venezuela (Bolívar)                                                  | Trimezia fosteriana           |
| Trimezia fulva (Ravenna) Christenh. & Byng – Brasil (Minas Gerais)                                  | Pseudotrimezia fulva          |
| Trimezia glauca (Seub. ex Klatt) Ravenna – SE. & S. Brazil                                          | Neomarica glauca              |
| Trimezia gracilis (Herb.) Christenh. & Byng – WC. & SE. Brazil to Paraguay                          | Neomarica gracilis            |
| Trimezia guaricana Ravenna – Venezuela (Guárico)                                                    | –                             |
| Trimezia guianensis Ravenna – Guyana                                                                | –                             |
| Trimezia humilis (Klatt) Ravenna – Venezuela, SE. & S. Brazil                                       | Neomarica humilis             |
| Trimezia imbricata (Hand.-Mazz.) Christenh. & Byng – SE. Brazil                                     | Neomarica imbricata           |
| Trimezia involuta (A.Gil & M.C.E.Amaral) Christenh. & Byng – Brazil (Bahia, Espírito Santo)         | Neomarica involuta            |
| Trimezia itacambirae (Ravenna) Christenh. & Byng – Brazil (Minas Gerais: Serra do Alagoas)          | –                             |
| Trimezia itamarajuensis Ravenna – Brazil (Bahia: Itamaraju)                                         | –                             |
| Trimezia itatiaica Ravenna – Brazil (Rio de Janeiro)                                                | Neomarica itatiaica           |
| Trimezia jaguatirica Ravenna – Brazil (Minas Gerais)                                                | –                             |
| Trimezia juncifolia (Klatt) Benth. & Hook.f. – C. & S. Brazil                                       | Pseudotrimezia juncifolia     |
| Trimezia laevis (Ravenna) Christenh. & Byng – Brazil (Minas Gerais)                                 | Pseudotrimezia pauli          |
| Trimezia latifolia Ravenna – Brazil (Paraná)                                                        | Neomarica latifolia           |
| Trimezia liebmannii Govaerts. – Brazil (Rio de Janeiro to Paraná)                                   | –                             |
| Trimezia longifolia (Link & Otto) Christenh. & Byng – SE. Brazil                                    | Neomarica longifolia          |
| Trimezia lutea (Klatt) R.C.Foster – Colombia to W. Venezuela, Brazil                                | Trimezia lutea                |
| Trimezia martinicensis (Jacq.) Herb. – C. America to Colombia, Lesser Antilles to Bolivia           | Trimezia martinicensis        |
| Trimezia marumbina Ravenna – Brazil (Paraná)                                                        | –                             |
| Trimezia mauroi (A.Gil & M.C.E.Amaral) Govaerts. – Brazil (Rio de Janeiro)                          | Neomarica mauroi              |
| Trimezia mogolensis Ravenna – Brazil (Minas Gerais)                                                 | –                             |
| Trimezia monticola (Klatt) Christenh. & Byng – Brazil (Minas Gerais: Pico do Itambé)                | –                             |
| Trimezia nana (Lovo & Mello-Silva) Christenh. & Byng – Brazil (Minas Gerais)                        | Pseudotrimezia nana           |
| Trimezia northiana (Schneev.) Ravenna – Brazil (Espírito Santo to Paraná)                           | Neomarica northiana           |
| Trimezia organensis Ravenna – Brasil (Rio de Janeiro)                                               | incertae sedis                |
| Trimezia paradoxa Ravenna – Brasil (Maranhão)                                                       | incertae sedis                |
| Trimezia pardina Ravenna – Brasil (Minas Gerais, Rio de Janeiro)                                    | Neomarica pardina             |
| Trimezia plicatifolia Chukr – Brasil (Minas Gerais: Serra do Cabral)                                | Pseudotrimezia plicatifolia   |
| Trimezia portosecurensis Ravenna – Brasil (Bahia)                                                   | Neomarica portosecurensis     |
| Trimezia pumila (Ravenna) Christenh. & Byng – Brasil (Minas Gerais)                                 | Pseudotrimezia pumila         |
| Trimezia pusilla Ravenna – Brasil (Goiás: Serra Dourada)                                            | Pseudotrimezia pusilla        |
| Trimezia recurvata (Ravenna) Christenh. & Byng – Brasil (Minas Gerais)                              | Pseudotrimezia recurvata      |
| Trimezia rigida (Ravenna) Christenh. & Byng – Brasil (Rio de Janeiro to Paraná)                     | –                             |
| Trimezia riopretensis Ravenna – Brasil (Minas Gerais)                                               | –                             |
| Trimezia rotundata Ravenna – Brasil (Paraná)                                                        | Trimezia rotundata            |
| Trimezia sabini (Lindl.) Ravenna – E. Brasil                                                        | Neomarica sabini              |
| Trimezia sancti-vicentei (A.Gil & M.C.E.Amaral) Govaerts. – Brasil (São Paulo)                      | Neomarica sancti-vicentei     |
| Trimezia sergipensis (A.Gil & M.C.E.Amaral) Christenh. & Byng – Brasil (Sergipe)                    | Neomarica sergipensis         |
| Trimezia setacea (Klatt) Christenh. & Byng – Brasil (Minas Gerais: Serra do Cipó)                   | –                             |
| Trimezia silvestris (Vell.) Ravenna – SE. Brasil                                                    | Neomarica silvestris          |
| Trimezia sobolifera Ravenna – Flórida, México (Veracruz, Oaxaca), Venezuela                         | Trimezia sobolifera           |
| Trimezia sooretamensis Ravenna – Brasil (Espírito Santo)                                            | –                             |
| Trimezia spathata (Klatt) Baker – Brasil ao NE. Argentina                                           | Trimezia spathata             |
| Trimezia speciosa (Chukr & A.Gil) Christenh. & Byng – Brasil (Bahia)                                | Neomarica speciosa            |
| Trimezia steyermarkii R.C.Foster – S. Mexico ao NW. Venezuela                                       | Trimezia steyermarkii         |
| Trimezia striata (Lovo & Mello-Silva) Christenh. & Byng – Brasil (Minas Gerais)                     | Pseudotrimezia striata        |
| Trimezia suffusa Ravenna – Brasil (São Paulo)                                                       | –                             |
| Trimezia synandra (Ravenna) Christenh. & Byng – Brasil (Minas Gerais)                               | Pseudotrimezia synandra       |
| Trimezia tenuissima (Ravenna) Christenh. & Byng – Brasil (Minas Gerais)                             | Pseudotrimezia tenuissima     |
| Trimezia truncata Ravenna – Brasil (Minas Gerais)                                                   | Pseudotrimezia truncata       |
| Trimezia unca Ravenna – Brasil (Bahia)                                                              | –                             |
| Trimezia variegata (M.Martens & Galeotti) Ravenna – C. & S. México ao Panama                        | Neomarica variegata           |
| Trimezia warmingii (Klatt) Christenh. & Byng – Brasil (Minas Gerais)                                | –                             |
| Trimezia xyridea (Ravenna) Christenh. & Byng – Brasil (Minas Gerais)                                | Pseudotrimezia planifolia     |